# Los grandes éxitos en español
Los Grandes Éxitos en Español  es el título de un álbum recopilatorio de Cypress Hill, compuesto por sus canciones más conocidas en el idioma español. Fue certificado Platino por la RIAA. Estuvo producido por DJ Muggs, con las colaboraciones de Fermín IV (Control Machete) y Mellow Man Ace.

## Información del álbum
Con excepción de la última pista, que no fue publicada anteriormente, junto con «Latin Lingo» y «Tres Equis» que apareció en Cypress Hill, el álbum incluye canciones antiguas con nuevas letras en español.
El instrumental de la canción «Siempre Peligroso», luego sería reutilizado en «We Live This Shit» de Skull & Bones.
Una versión en CD de edición limitada incluye una pista adicional: «Latin Lingo (Blackout Mix)». Una versión editada de esta mezcla apareció más tarde en el EP Stash.

## Listado de canciones
| N.º | Título                                                    |
| 1   | Yo Quiero Fumar (I Wanna Get High)                        |
| 2   | Loco En El Coco (Insane In The Brain)                     |
| 3   | No Entiendes La Onda (How I Could Just Kill A Man)        |
| 4   | Dr. Dedoverde (Dr. Greenthumb)                            |
| 5   | Latino Lingo (Latin Lingo)                                |
| 6   | Puercos (Pigs)                                            |
| 7   | Marijuano Locos (Stoned Raiders)                          |
| 8   | Tú No Ajaunta (Checkmate)                                 |
| 9   | Ilusiones (Illusions)                                     |
| 10  | Muévete (Make A Move)                                     |
| 11  | No Pierdo Nada (Nothin' To Lose) - junto a Mellow Man Ace |
| 12  | Tequila (Tequila Sunrise)                                 |
| 13  | Tres Equis                                                |
| 14  | Siempre Peligroso - junto a Fermín IV de Control Machete  |

## Ventas y Certificaciones
Fue certificado Platino por la RIAA por lograr la venta de más de cien mil unidades. También, el grupo fue acreedor del galardón "Mejor álbum de Rap" en los Premios Billboard de la música latina del año 2000. Debutaron en la posición 6 de la lista Billboard, Top Latin Albums.

## Recepción
- Spin (1/2000, pág. 127) - 8 de 10 - "... recortando algunas de sus mejores pistas en un 'español' ágil, engendrado en Los Ángeles, que nunca suena literal o torpe. . . "
- Revista Q (8/2000, pág. 124) - 3 estrellas de 5 - "Es extraño que no conocer una sola palabra los haga parecer más agradables".
- Alternative Press (1/00, p. 79) - 4 de 5 - "... nuevas versiones de clásicos favoritos... pon este álbum 'pista y hombros' por encima de tu mejor recopilación de todos los días".
- CMJ (27/12/1999, pág. 26) - "Los asaltantes drogados del hip-hop reinterpretan sus himnos más conocidos en su lengua materna en este excepcional paquete de grandes éxitos en español... nuevos e interesantes giros de viejos clásicos, mientras que los cortes posteriores... se benefician enormemente del cambio creativo..."
- Vibe (2/2000, pág. 167) - "... satisfacen el hambre [de un disco de larga duración 'en español'] como un plato de 'carne asada'... No solo rompe las barreras del idioma, sino que también valida aún más la importancia de Cypress Hill como entidad del hip hop..."
- NME (27/5/2000, pág. 40) - 6 de 10 - "Es tan bueno como sus muchas palabras... lo suficiente como para volverte loco en el coco".